# کلی لیورنا
کلی لیورنا (به انگلیسی: Kelly Llorenna) خواننده انگلیسی است.